# Gemla församling
Gemla församling är en församling i Växjö pastorat i Växjö domkyrkokontrakt, Växjö stift i Växjö stift. 
Församlingskyrka är Öja kyrka.

## Administrativ historik
Församlingen bildades 2014 av Öja församling och en del av Bergunda församling och ingår sedan dess i Växjö pastorat. 